# 39 Clues
The 39 Clues var en bokserie som utkom 2009–2011. Serien består av 10 böcker skrivna av 7 olika amerikanska barnboksförfattare. Dessa är Peter Lerangis, Gordon Korman, Jude Watson, Rick Riordan, Patrick Carman, Linda Sue Park och Margaret Peterson Haddix. Bokserien handlar om två barn, syskonen Amy och Dan Cahill, som ger sig ut på en äventyrlig resa som tar dem över hela världen för att leta efter de 39 ledtrådar som tillsammans avslöjar en hemlighet som kan göra dem mäktigast i världen. Det finns även flera spinoff-serier.

## Böcker i serien
1. Benknotornas labyrint[6]
2. En falsk ton[7]
3. Svärdtjuven[8]
4. Från andra sidan graven[9]
5. Den svarta cirkeln[10]
6. På djupt vatten[11]
7. Ormboet[12]
8. Kejsarkoden[13]
9. Stormvarning[14]
10. Eldprovet[15]